# Christian-Markus Raiser
Christian-Markus Raiser (* 1962 in Eschental/Hohenlohekreis) ist ein deutscher Organist, Komponist und Kirchenmusikdirektor.

## Leben und Wirken
Christian-Markus Raiser studierte Kirchenmusik an den Staatlichen Hochschulen für Musik in Stuttgart und Trossingen u. a. bei Jon Laukvik, Zsigmond Szathmáry und Gerd Witte (Orgel), sowie bei Dieter Kurz und Manfred Schreier (Dirigieren). Das Studium schloss er mit dem A-Examen ab und erhielt ein Stipendium der Graduiertenförderung des Landes Baden-Württemberg. Während des Studiums war Raiser ab 1986 als Kantor und Organist an der Evangelischen Stadtkirche in Renningen tätig, bevor er 1991 an die Evangelische Stadtkirche in Stuttgart-Untertürkheim wechselte.
Seit 1985 konzertiert Christian-Markus Raiser als Organist zusammen mit Eckhard Schmidt (Trompete) und Rudi Scheck (Trompete) als Stuttgarter Barock-Collegium.
Von 1990 bis 1992 hatte Raiser einen Lehrauftrag an der Hochschule für Musik Trossingen inne. Von 1995 bis 2000 war er als Lehrbeauftragter für Orgelliteratur und Improvisation an der Hochschule für Kirchenmusik Heidelberg tätig.
Seit 1996 ist Christian-Markus Raiser Organist und Kantor an der Evangelischen Stadtkirche Karlsruhe, die zugleich Marktkirche in Karlsruhe und Bischofskirche der Evangelischen Landeskirche in Baden ist.
Im gleichen Jahr gründete er den CoroPiccolo Karlsruhe und übernahm die Leitung des Bachchores Karlsruhe. Dieser nimmt sich unter Raisers Leitung außer Oratorien aus Barock, Klassik und Romantik zunehmend auch moderner Chorliteratur (u. a. mehrfach Werke von Wolfgang Rihm) an. Mehrfach jährlich werden große oratorische Werke aufgeführt.
1997 initiierte Raiser die Gründung des auf Historische Aufführungspraxis spezialisierten Karlsruher Barockorchesters.
Ebenfalls auf seine Initiative hin wurde 2006 die Singschule Cantus Juvenum Karlsruhe e.V. gegründet, die geschlechterspezifisch arbeitet.
Folgende Uraufführungen von Werken zeitgenössischer Komponisten verwirklichte Raiser mit dem CoroPiccolo Karlsruhe: 2002 Archangeli (Petr Eben), 2004 Lied von der Glocke (Kjell Habbestad), 2005 Missa Lyrica (Felix Treiber), 2011 Sonne, Mond, Sterne (Peter Schindler), 2013 Er ist gekommen, Feuer auf die Erde zu werfen (Ulrich Gasser).
Im Jahre 2007 wurde Raiser zum Kirchenmusikdirektor ernannt. 2022 erhielt er die Staufer-Medaille des Landes Baden-Württemberg für seine Verdienste um Gesellschaft, Kirche und Kultur.
Raiser ist zudem künstlerischer Leiter von Konzertreihen an der Evangelischen Stadtkirche Karlsruhe, wie dem Internationalen Orgelsommer.
Die Tagung der Evangelischen Akademie in Baden „Bach-Kantate in Theorie und Praxis“ wird seit dem Jahr 2000 regelmäßig von Raiser künstlerisch und konzeptionell begleitet und durchgeführt.
Zahlreich Kooperationen mit dem SWR, dem Zentrum für Kunst und Medien (ZKM), dem Badischen Staatstheater und Einladungen zu verschiedenen Festivals wie „Zeitgenuss“, den Internationalen Händelfestspielen Karlsruhe, dem Festival de Santander und anderen zeugen von seiner vielseitigen Arbeit.
Als Organist konzertiert Christian-Markus Raiser nicht nur an den beiden Orgeln der Stadtkirche, er ist darüber hinaus weltweit als Konzertorganist tätig.

## Kompositionen (Auswahl)
- Das Volk, das im Finstern wandelt, es sieht ein großes Licht – Adventsmotette für gemischten Chor und Orgel, Musica Rinata 1994
- Toccata con Aria für Orgel, Strube-Verlag 2009
- Jubilate Deo – Paraphrase zu Psalm 100 für Trompete und Orgel, Strube-Verlag 2011
- Ihr Kinderlein kommet – Vier Advents- und Weihnachtslieder für gemischten Chor, Strube-Verlag 2013
- Nun danket alle Gott für zwei Trompeten und Orgel, Strube-Verlag 2014
- „Und nähme ich Flügel der Morgenröte“ Paraphrase über Psalm 139,9 für Orgel, 2019, Ries & Erler

## Tondokumente (Auswahl)
- Musik für Trompete und Orgel, Vol. 1, Hänssler Classic 1992
- Französische Musik für Trompete und Orgel in der Orgellandschaft Elsaß, Hänssler Classic 1996
- Musik für Trompete und Orgel, Vol. 2, Hänssler Classic 1999
- Romantische Orgelmusik, Hänssler Classic 2001
- Nordlicht – Northern Light, Organum Classics 2006
- Wegkreuzungen im Leben Johann Sebastian Bachs, Organum Classics 2008
- Concerto Festivo, Organum Classics 2010
- Faszinierende Klangwelten – Orgel und Glocken, Motette 2013
- Aufgefächert – Deutsche Orgelmusik zwischen 1750 und 1915, Christian-Markus Raiser an der Lenter-Orgel der Kleinen Kirche Karlsruhe, Organum Classics 2020